# Rizalmuk
Rizal Mukhafidin (* 31. August 1993 in Lampung), bekannt als Rizalmuk, ist ein indonesischer Internet-Star, Musiker und YouTuber.

## Karriere
Er begann seine Internet Karriere 2014. Damals war er als Kreativdesigner für das Lampung Directory tätig, eine Informationswebsite über die Stadt Bandar Lampung. Für seine Leistungen erhielt er inzwischen zwei silberne und einen goldenen Play Button.

## Diskografie
Single
| Jahr | Titel               | Künstler |
| ---- | ------------------- | -------- |
| 2019 | Tunjukan Pada Dunia | Rizalmuk |
| 2019 | Just Kill Me        | Rizalmuk |
| 2020 | Siksa Batin         | Rizalmuk |
| 2020 | Cinta Simpul Mati   | Rizalmuk |